# Philippe Guiougou
Philippe Guiougou, né le 8 juin 1973 à Pointe-à-Pitre en Guadeloupe, est un évêque catholique français. Après avoir été vicaire général du diocèse de Saint-Denis, il a été nommé évêque du diocèse de Basse-Terre et Pointe-à-Pitre en Guadeloupe le 3 avril 2023 par le pape François.

## Biographie
Originaire de Guadeloupe – où il grandit aux Abymes et à Baie-Mahault au sein d'une famille de huit enfants –, Philippe Guiougou arrive en France hexagonale à l'âge de vingt ans et s'installe à Sevran pour passer un BTS informatique industrielle tout en commençant ses études théologiques. Après des études au séminaire Saint-Sulpice, il est ordonné prêtre en juin 2004 pour le diocèse de Saint-Denis, et sert dans les paroisses de Bondy (dont il est vicaire de 2004 à 2012) et Bobigny (dont il est curé de 2012 à 2018), puis devient le vicaire-général du diocèse de Saint-Denis-en-France (2018-2023),.

### Évêque
Philippe Guiougou est nommé évêque du diocèse de Basse-Terre et Pointe-à-Pitre par le pape François le 3 avril 2023, pour succéder à Jean-Yves Riocreux ayant démissionné atteint par la limite d'âge le 13 mai 2021. Il est consacré le 9 juillet 2023 au vélodrome Amédée-Detraux à Baie-Mahault par David Macaire, archevêque martiniquais de Saint-Pierre et Fort-de-France. Il était assisté de Santiago de Wit Guzmán, nonce apostolique de la Caraïbe et délégué apostolique pour les Antilles françaises et la Guyane et de Pascal Delannoy, évêque de Saint-Denis. Il prend pleinement possession de sa cathèdre le lendemain, le 10 juillet en la cathédrale Notre-Dame-de-Guadeloupe de Basse-Terre.
Cela fait de lui le troisième évêque du diocèse originaire de la Guadeloupe après Siméon Oualli et Ernest Cabo.